# Ołeksandr Antoniuk
Ołeksandr Andrijowycz Antoniuk, ukr. Олександр Андрійович Антонюк (ur. 29 stycznia 1979 w Łucku) – ukraiński piłkarz, grający na pozycji obrońcy.

## Kariera piłkarska

### Kariera klubowa
Pierwszy trener W.M. Bajsarowicz. W 1996 rozpoczął karierę piłkarską w klubie Wołyń Łuck. Następnie występował w drugich drużynach klubów Karpaty Lwów i Metałurh Zaporoże, po czym powrócił do Wołyni. Kolejnymi klubami w jego karierze byli Nywa Tarnopol, FK Tarnopol, Prykarpattia Iwano-Frankowsk, Łukor Kałusz, Nafkom Browary oraz Roś Biała Cerkiew. W 2004 przeszedł do Zakarpattia Użhorod, w barwach którego zadebiutował w Wyższej lidze Ukrainy. W 2007 przeniósł się do klubu Krymtepłycia Mołodiżne. W sierpniu 2012 roku powrócił do Nywy Tarnopol